# Dornraptor normani
Dornraptor normani ("ladrón de Dorset, de David B. Norman") es la única especie conocida del género extinto Dornraptor de dinosaurio terópodo tetanuro que vivió a principios del período Jurásico, hace aproximadamente entre 194 a 192 millones de años, durante el Sinemuriense, en lo que es hoy Europa. Sus fósiles fueron encontrados en Charmouth, Dorset, Inglaterra en estratos del Jurásico inferior. Originalmente sus fósiles fueron descubiertos alrededor de 1847. En el estudio que detalló su descripción y lo nombró formalmente sé afirmó que provenía de la Formación Blue Lias, sin embargo, debe tenerse en cuenta que estos especímenes fueron reubicados como provenientes de la Formación Charmouth en una publicación anterior e ignorada en el documento de descripción. Considerado como un tetanuro o un ceratosáurido, coexistió junto con otros taxones de terópodos como Dracoraptor y Sarcosaurus.

## Descripción

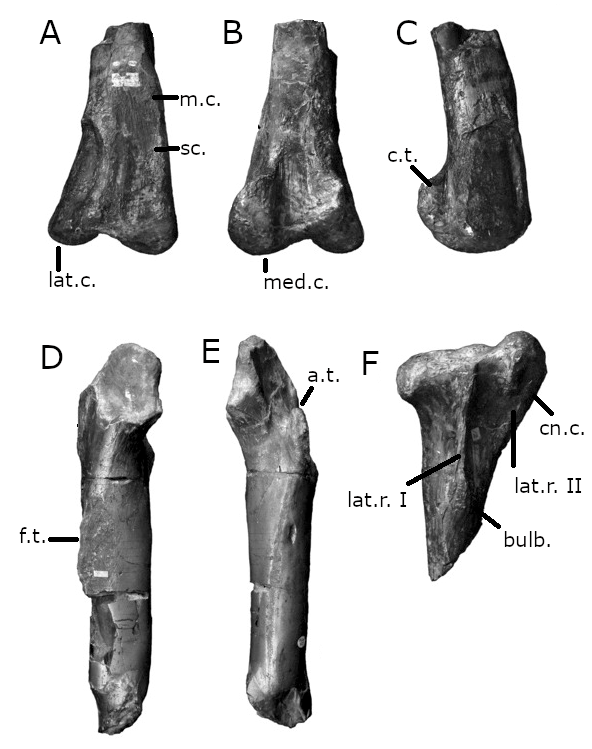
Restos fósiles conocidos y aún conservados en colecciones paleontológicas.

Dornraptor se conoce a partir de dos especímenes. El holotipo, BMNH 39496, consiste en el extremo distal articulado de un fémur derecho y un tercio proximal de una tibia derecha, con un peroné derecho asociado (ahora perdido). GSM 109560, consta de un fémur izquierdo parcial, que también fue referido al género. Dornraptor se distingue de otros terópodos debido a una gran marca profunda a lo largo del lado medial del extremo distal del fémur, una cresta distal medial y un trocánter anterior prominente separado de la cabeza por una hendidura. Además, posee una plataforma trocantérica poco profunda y un foramen en la superficie anterior del fémur. Su fémur también presenta un surco anterior profundo entre los cóndilos articulares y un cóndilo medial con un diámetro anteroposterior similar al ancho de la superficie articular. Dornraptor exhibe una cresta cnemial alargada que se extiende proximalmente más allá de los cóndilos medial y lateral, junto con una cresta peroné pronunciada que se extiende hasta el extremo proximal de la tibia. El lado lateral de la tibia también muestra una cresta afilada paralela a la cresta del peroné, formando un bulto distintivo en la parte distal. Además, el extremo proximal de la tibia muestra una cresta separada, no conectada a la cresta del peroné, y una hendidura notable entre los cóndilos posteriores. Por último, el cóndilo lateral de la tibia forma un ángulo agudo cuando se ve desde el lado medial.

## Descubrimiento e investigación

Diagrama esquelético mostrando los restos del holotipo en blanco y el femur paratipo en verde. (Ambas barras de escala representan 1 metro).

Los restos referidos a este género originalmente se habían referido al tireóforo Scelidosaurus; estudios posteriores habían reconsiderado su clasificación, sugiriendo en cambio que representaban uno o más terópodos en lugar de un ornitisquio basal. En 1995 el nombre informal, "Merosaurus newmani", fue acuñado por Samuel Welles, H.P. Powell y Stephan Pickering en un manuscrito inédito basados en algunos huesos de una pata (la articulación de la rodilla). Carrano y Sampson en 2004 propusieron que probablemente pertenecía a un terópodo tetanuro basal indeterminado y Naish y Martill en 2007 también asignaron estos especímenes a Tetanurae.
En 2010, Roger Benson sugirió que el fémur, la tibia y el peroné articulados podrían atribuirse a Coelophysoidea, pero concluyó que ambos especímenes eran terópodos indeterminados. En 2024, Matthew G. Baron describió formalmente el material como un nuevo género y especie de terópodo averostrano, al cual nombró como Dornraptor normani. El nombre genérico, Dornraptor, combina "Dorn", una forma abreviada del anglosajón para Dornwaraceasetr, que hace referencia a la región inglesa de Dorset, con la palabra latina "raptor", que significa "ladrón", palabra que se usa con frecuencia en los nombres de terópodos de tamaño pequeño a mediano. El nombre específico, normani, honra al paleontólogo británico David B. Norman.

## Clasificación
Si bien los especímenes BMNH 39496 y GSM 109560 carecen de superposición anatómica, su descubrimiento en la misma unidad estratigráfica, junto con tamaños y proporciones similares, sugieren que pertenecen al mismo taxón, distinto de formas anteriores y de taxones contemporáneos como Dracoraptor y Sarcosaurus. Utilizando una versión modificada de la base de datos filogenética de Baron et al. (2017), Se descubrió que Dornraptor era un terópodo averostrano de una ramificación temprana en una politomía con Elaphrosaurus, Cryolophosaurus y el clado que contiene Allosaurus y Piatnitzkysaurus. Este clado fue recuperado como grupo hermano de un clado que contenía a los ceratosáuridos Eoabelisaurus y Ceratosaurus. La inclusión de Dornraptor en otras matrices filogenéticas también resultó en su colocación en varias posiciones basales dentro de Averostra, fuera de los clados Abelisauroidea y Coelurosauria.

### Filogenia
Estos resultados se muestran en el cladograma a continuación, con Dornraptor y sus contemporáneos no averostranos Dracoraptor y Sarcosaurus mostrados en letra negrita:
|  | Liliensternus  |
|  |                |
|  | Lophostropheus |
|  |                |

|  | Procompsognathus |
|  |                  |
|  | Coelophysis      |
|  |                  |

|  | 'Syntarsus' |
|  |             |
|  | Dracoraptor |
|  |             |

|  | Eoabelisaurus |
|  |               |
|  | Ceratosaurus  |
|  |               |

|  | Dornraptor                                                      |
|  |                                                                 |
|  | Elaphrosaurus                                                   |
|  |                                                                 |
|  | Cryolophosaurus                                                 |
|  |                                                                 |
|  | \| \| Allosaurus \| \| \| \| \| \| Piatnitzkysaurus \| \| \| \| |
|  |                                                                 |
|  | Allosaurus                                                      |
|  |                                                                 |
|  | Piatnitzkysaurus                                                |
|  |                                                                 |

|  | Allosaurus       |
|  |                  |
|  | Piatnitzkysaurus |
|  |                  |

|  | Eoabelisaurus |
|  |               |
|  | Ceratosaurus  |
|  |               |

|  | Dornraptor                                                      |
|  |                                                                 |
|  | Elaphrosaurus                                                   |
|  |                                                                 |
|  | Cryolophosaurus                                                 |
|  |                                                                 |
|  | \| \| Allosaurus \| \| \| \| \| \| Piatnitzkysaurus \| \| \| \| |
|  |                                                                 |
|  | Allosaurus                                                      |
|  |                                                                 |
|  | Piatnitzkysaurus                                                |
|  |                                                                 |

|  | Allosaurus       |
|  |                  |
|  | Piatnitzkysaurus |
|  |                  |

|  | Eoabelisaurus |
|  |               |
|  | Ceratosaurus  |
|  |               |

|  | Dornraptor                                                      |
|  |                                                                 |
|  | Elaphrosaurus                                                   |
|  |                                                                 |
|  | Cryolophosaurus                                                 |
|  |                                                                 |
|  | \| \| Allosaurus \| \| \| \| \| \| Piatnitzkysaurus \| \| \| \| |
|  |                                                                 |
|  | Allosaurus                                                      |
|  |                                                                 |
|  | Piatnitzkysaurus                                                |
|  |                                                                 |

|  | Allosaurus       |
|  |                  |
|  | Piatnitzkysaurus |
|  |                  |

|  | Eoabelisaurus |
|  |               |
|  | Ceratosaurus  |
|  |               |

|  | Dornraptor                                                      |
|  |                                                                 |
|  | Elaphrosaurus                                                   |
|  |                                                                 |
|  | Cryolophosaurus                                                 |
|  |                                                                 |
|  | \| \| Allosaurus \| \| \| \| \| \| Piatnitzkysaurus \| \| \| \| |
|  |                                                                 |
|  | Allosaurus                                                      |
|  |                                                                 |
|  | Piatnitzkysaurus                                                |
|  |                                                                 |

|  | Allosaurus       |
|  |                  |
|  | Piatnitzkysaurus |
|  |                  |

|  | Liliensternus  |
|  |                |
|  | Lophostropheus |
|  |                |

|  | Procompsognathus |
|  |                  |
|  | Coelophysis      |
|  |                  |

|  | 'Syntarsus' |
|  |             |
|  | Dracoraptor |
|  |             |

|  | Eoabelisaurus |
|  |               |
|  | Ceratosaurus  |
|  |               |

|  | Dornraptor                                                      |
|  |                                                                 |
|  | Elaphrosaurus                                                   |
|  |                                                                 |
|  | Cryolophosaurus                                                 |
|  |                                                                 |
|  | \| \| Allosaurus \| \| \| \| \| \| Piatnitzkysaurus \| \| \| \| |
|  |                                                                 |
|  | Allosaurus                                                      |
|  |                                                                 |
|  | Piatnitzkysaurus                                                |
|  |                                                                 |

|  | Allosaurus       |
|  |                  |
|  | Piatnitzkysaurus |
|  |                  |

|  | Eoabelisaurus |
|  |               |
|  | Ceratosaurus  |
|  |               |

|  | Dornraptor                                                      |
|  |                                                                 |
|  | Elaphrosaurus                                                   |
|  |                                                                 |
|  | Cryolophosaurus                                                 |
|  |                                                                 |
|  | \| \| Allosaurus \| \| \| \| \| \| Piatnitzkysaurus \| \| \| \| |
|  |                                                                 |
|  | Allosaurus                                                      |
|  |                                                                 |
|  | Piatnitzkysaurus                                                |
|  |                                                                 |

|  | Allosaurus       |
|  |                  |
|  | Piatnitzkysaurus |
|  |                  |

|  | Eoabelisaurus |
|  |               |
|  | Ceratosaurus  |
|  |               |

|  | Dornraptor                                                      |
|  |                                                                 |
|  | Elaphrosaurus                                                   |
|  |                                                                 |
|  | Cryolophosaurus                                                 |
|  |                                                                 |
|  | \| \| Allosaurus \| \| \| \| \| \| Piatnitzkysaurus \| \| \| \| |
|  |                                                                 |
|  | Allosaurus                                                      |
|  |                                                                 |
|  | Piatnitzkysaurus                                                |
|  |                                                                 |

|  | Allosaurus       |
|  |                  |
|  | Piatnitzkysaurus |
|  |                  |

|  | Eoabelisaurus |
|  |               |
|  | Ceratosaurus  |
|  |               |

|  | Dornraptor                                                      |
|  |                                                                 |
|  | Elaphrosaurus                                                   |
|  |                                                                 |
|  | Cryolophosaurus                                                 |
|  |                                                                 |
|  | \| \| Allosaurus \| \| \| \| \| \| Piatnitzkysaurus \| \| \| \| |
|  |                                                                 |
|  | Allosaurus                                                      |
|  |                                                                 |
|  | Piatnitzkysaurus                                                |
|  |                                                                 |

|  | Allosaurus       |
|  |                  |
|  | Piatnitzkysaurus |
|  |                  |